# Shima-Halbinsel
Die Shima-Halbinsel (japanisch 志摩半島 Shima-hantō) ist eine Halbinsel an der Ostküste von Honshū in der Präfektur Mie in Japan. Die Region wird auch als Ise-Shima (伊勢志摩) bezeichnet.
Sie liegt südwestlich von Nagoya und trennt den Pazifischen Ozean im Süden von der Ise-Bucht im Norden. Zu den Gemeinden auf der Halbinsel gehören Toba, Ise, Shima und jene des Landkreises Watarai. Die Halbinsel besitzt eine Riasküste mit tief eingezogenen Buchten, wie die Matoya-Bucht im Osten, die Ago-Bucht im Südosten und die Gokasho-Bucht im Süden.
Die Inseln um die Halbinsel werden auch Shima-Inseln (志摩諸島 Shima-shotō) genannt, obwohl sie geografisch keine Inselgruppe bilden. Größere Inseln sind Tōshi-jima, Suga-jima und Kamishima im Nordosten, Watakano-jima in der Matoya-Bucht, sowie Kashiko-jima und Hazaki-jima in der Ago-Bucht.
Ein großer Teil der Küste gehört zum Ise-Shima-Nationalpark.